# Jeppe Kofod
Jeppe Sebastian Kofod (født 14. marts 1974 i København) er en dansk forhenværende politiker fra Socialdemokratiet, der var Danmarks udenrigsminister fra 2019 til 2022. Han var folketingsmedlem 1998-2014, valgt først i Bornholms Amtskreds og senere i Bornholms Storkreds. Fra 2014 til 2019 var han medlem af Europa-Parlamentet. Fra 28. februar til 1. maj 2023 var han stedfortræder i Folketinget som suppleant i Sjællands Storkreds for den sygemeldte Mette Gjerskov, men trak sig så helt fra politik for at koncentrere sig om sin rådgivningsvirksomhed.

## Baggrund
Jeppe Sebastian Kofod er født 14. marts 1974 i København. Han er matematisk student fra Bornholms Amtsgymnasium i 1994, bachelor i Socialvidenskab fra RUC i 2004 og Master of Public Administration fra Harvard University i 2007.
Kofod har været ungdomsskolelærer på Nexø Ungdomsskole 1993-1994 og lærervikar bl.a. på Svaneke Skole 1995-1996 og har haft sæsonarbejde som tjener og steward på Bornholmstrafikkens færger. Han var projektkoordinator i international afdeling på Socialdemokraternes partikontor fra 1995-1998.

## Politisk karriere

### Ungdomspolitik
Fra 1990 til 1992 var Kofod bestyrelsesmedlem i Danmarks Elev Organisation, senere i Danske Gymnasieelevers Sammenslutning og medlem af Operation Dagsværks forretningsudvalg. Han var formand for DSU på Bornholm 1990-1994 og 1996-1998 medlem af DSU's forretningsudvalg.

### Folketinget 1998-2014
I 1995 blev Jeppe Kofod Socialdemokratiets folketingskandidat i Bornholms Amtskreds, og 1998-2014 repræsenterede han Bornholms Amtskreds og siden Bornholms Storkreds som folketingsmedlem for Socialdemokraterne.
2003-2005 var han næstformand for den socialdemokratiske folketingsgruppe. Han har været medlem af Folketingets forsvarsudvalg, uddannelsesudvalg, kommunaludvalg, erhvervsudvalg, grønlandsudvalg og færøudvalg. Han har i en årrække arbejdet med udenrigspolitik, bl.a. som udenrigsordfører for Socialdemokraternes folketingsgruppe. Han var næstformand for Udenrigspolitisk Nævn 2001-2008. Efter valget i 2011 blev Jeppe Kofod valgt som formand for Det Udenrigspolitiske Nævn.
Han har ved flere folketingsvalg fået Danmarks relativt højeste antal personlige stemmer. Godt hver fjerde bornholmer stemte således personligt på ham ved folketingsvalget 2011.
Han udtrådte af Folketinget i 2014 for at koncentrere sig om hvervet som Europaparlamentsmedlem.

### Europa-Parlamentet
I 2013 blev Kofod på Socialdemokraternes kongres valgt til partiets spidskandidat til Europa-Parlamentetsvalget i 2014. Han blev valgt til Europa-Parlamentet med 170.739 personlige stemmer (nr. 2 efter Morten Messerschmidt) og udtrådte i den forbindelse af Folketinget. Hans folketingsmandat blev pr. 1. juli 2014 overtaget af suppleant for Socialdemokraterne Jacob Lund. Ved Europa-Parlamentsvalget 2019 blev han genvalgt, men blot en måned senere blev han udpeget til udenrigsminister i regeringen Mette Frederiksen, hvorefter han i Europa-Parlamentet blev afløst af Marianne Vind.

### Folketingskandidat 2022-2023
Ved folketingsvalget 2022 stillede Kofod op i Sjællands Storkreds. Med 4.279 stemmer opnåede han en ottendeplads blandt Socialdemokratiets kandidater i storkredsen, og da partiet fik valgt syv mandater i kredsen, blev Jeppe Kofod dermed førstesuppleant. Den 28. februar 2023 blev han indkaldt som stedfortræder for Mette Gjerskov, da hun blev sygemeldt. 1. maj 2023 trak han sig igen fra Folketinget og overlod posten til andensuppleanten Tanja Larsson. Samtidig opgav han at opstille som kandidat ved det kommende Europaparlamentsvalg, hvortil han var blevet valgt af Socialdemokratiet på Bornholm. Kofod motiverede beslutningen om helt at trække sig fra politik med, at han ønskede mere tid til sin private rådgivningsvirksomhed og til sin familie.

## Tillidshverv
Kofod har i tidens løb haft en del forskellige tillidshverv, således som næstformand i Atlantsammenslutningen, og bestyrelsesmedlem i FN-forbundet og UNICEF. Han har også været Vice-President for AWEPA, European Parliamentarians for Africa, og 2004-2006 var han Treasurer for Parlamentarians for Global Action.

## Kontroverser

### Sexsag
I påsken 2008 kom den dengang 34-årige Jeppe Kofod for alvor i medierne, fordi det kom frem, at han om aftenen efter at have holdt et foredrag for Danmarks Socialdemokratiske Ungdom (DSU) havde sex med en 15-årig pige fra DSU. Episoden medførte bl.a., at Jeppe Kofod trak sig fra sine udvalgsposter og sin post som udenrigsordfører for Socialdemokratiet. Formanden for DSU, Jacob Bjerregaard, oplyste, at Jeppe Kofod havde forbrudt sig imod DSU's regler, og at han ikke længere var velkommen som taler i DSU.
I september 2020 kom episoden igen i fokus efter Sofie Lindes udtalelser om sexchikane, der resulterede i, at De Radikales ligestillingsordfører Samira Nawa udtalte, at hendes parti ikke ville have givet Kofod en ministerpost som følge af den 12 år gamle sag. Reaktionen medførte, at Jeppe Kofod igen undskyldte for episoden, men fortsatte på posten som udenrigsminister.

### Oversættelse af ordetneger
| Jeppe Kofod | Twitter |
| @JeppeKofod |         |

engelsk: DF Chair of Danish Parliament Foreign Policy Committee calls @BarackObama first nigger President. Scandal! @ecrgroup http://m.b.dk/nationalt/obama-han-er-jo-den-foerste-neger-i-usa-s-praesidentembede

           DF-medlem af Det Udenrigspolitiske Nævn i Folketinget kalder @BarackObama den første niggerpræsident. Skandale!

       18. maj 2016

Søren Espersen (DF) udtalte i 2016, at Barack Obama var den første neger i USA's præsidentembede.
Kofod omtalte Espersens udtalelse som en skandale i et tweet på engelsk den 18. maj 2016, hvor Kofod taggede Obama og oversatte ordet neger til nigger frem for det mere præcise negro. Kofod fik massiv kritik for oversættelsen og korrigerede sig selv i et senere tweet.